# フェーズ理論
フェーズ理論（フェーズりろん）は、人間の意識に関する考え方。
人間の信頼性は意識に依存しているが、この意識レベルを5段階のフェーズに分けた考え方をフェーズ理論という。
主に工場などで安全活動をする上での考え方として取り入れられている。
フェーズが大きくなるほど集中・緊張をしている状態を表す。

## フェーズ0
意識がない時で脳がまったく動かない状態である。
一般的にいう「無意識状態」、「失神状態」がこれに当たる。
生理的状態的には睡眠中や脳発作を起こしている状態である。

## フェーズI
意識がぼけたサブノーマルな状態であり、注意や判断がうまく働かず、間違いを起こす確率が極めて高い。
生理的状態的には「疲労時」、「居眠り」がこれに当たる。
居眠り運転で事故を起こす時の意識レベルはこれに当たる。
仕事中や車の運転等の危険作業中にこのフェーズになったらただちに作業を中断して仮眠や休息を取る事が重要である。

## フェーズII
正常のレベルでノーマルであるがリラックスした状態である。
行動上は、間違いや操作ミスを起こしやすく、注意が前向きに働かないので見落としや度忘れがでやすい。
生理状態的には休憩時、安静状態、等がこれに当たる。
なんとなくやる気がでず、だらだらやボーっとしている状態もこれに当たる。
危険作業や集中が必要な作業等の重要な作業時は、その直前に緊張を刺激するような作業を与えたり、作業の間を置く等してフェーズIIIへ引き上げる事が重要である。
緊張を刺激するような作業の例：指差呼称、ワンポイントKY、一人KY等

## フェーズIII
フェーズIIと同じく正常状態であるがこちらはより積極的なフェーズであり、脳が好調に動いている状態である。
行動上は、仕事に集中している時であり、間違いや操作ミスはほとんど起こさない。
生理状態的には、危険作業中、仕事や家事の意欲が高い状態がこれに当たる。
仕事の意欲が高く、前向き思考の時がこれに当たる。
この状態では情報処理も柔軟で速くこなせる為、仕事の効率が非常に高くなる。
この状態で作業をすることが好ましいがフェーズIIIは長続きせず、フェーズIIに落ちてしまう。
(緊張を刺激するような作業についてはフェーズIIを参照)

## フェーズIV
いわゆる過緊張状態の時で、緊張事態に直面して慌て立ちすくむ時や怒ってカーっと頭に血が上るという状態である。
この時、注意は目先の一点に凝結し、記憶や判断の回線が断ち切れるので大脳はパニックを起こす。
緊急時(非定常)に問題になるのはこのフェーズIVである。
このような状態にならない為には日頃から緊急時に対する備え(訓練)をしたりこころの準備をする事が大切である。
行政機関や職場で火災や地震を想定した防災訓練を行うのはこの効果を狙った物である。